# Новые Шалы
Новые Шалы — деревня в Ельниковском районе Мордовии. Входит в состав Большемордовско-Пошатского сельского поселения.

## История
В «Списке населённых мест Пензенской губернии за 1869» Новые Шалы казенное деревня из 31 двора Краснослободского уезда.

## Население
| 2002 | 2010 |
| ---- | ---- |
| 39   | ↘16  |

Национальный состав
Согласно результатам Всероссийской переписи населения 2002 года, в национальной структуре населения мордва составляли 95 %.